# Wojna płci (film 1998)
Wojna płci (ang. The Opposite of Sex) – amerykański film fabularny (komedia), którego światowa premiera odbyła się 22 maja 1998 roku. Reżyserem i scenarzystą filmu jest Don Roos.

## Opis fabuły
Film opowiada o losach szesnastoletniej Dedee Truitt (Christina Ricci), która po śmierci ojczyma przenosi się do swojego przyrodniego brata Billa (Martin Donovan) – zdeklarowanego homoseksualisty. Tu poznaje jego partnera, Matta (Ivan Sergei). Nastolatka podrywa chłopaka, który – jak się okazuje – ma skłonności biseksualne. Niedługo potem okazuje się, że Dedee jest w ciąży. Wszystko wskazuje, że ojcem dziecka jest właśnie Matt, więc para decyduje się wyjechać do Kalifornii. Po czasie, gdy okazuje się, że intrygantka nosi dziecko szkolnego kolegi, Matt i Dedee przebywają już kilkadziesiąt mil od posiadłości Billa po jego okradzeniu. W tym samym czasie Bill, który jest nauczycielem, zostaje oskarżony o afery seksualne w szkole. Jedyną osobą, która może mu pomóc jest Lucia (Lisa Kudrow), krewna zmarłego byłego kochanka Billa.

## Obsada
- Martin Donovan – Bill Truitt
- Lisa Kudrow – Lucia DeLury
- Ivan Sergei – Matt Mateo
- Christina Ricci – DeDee Truitt
- Lyle Lovett – Kyle
- Colin Ferguson – Tom DeLury
- Johnny Galecki – Jason Bock

i inni